# HSG Gedern/Nidda
Die HSG Gedern/Nidda ist eine Handballspielgemeinschaft der beiden hessischen Vereine TV Gedern und TV Nidda. Der Verein wurde am 16. Juni 2000 gegründet.
Die erste Frauenmannschaft spielte in der Saison 2018/19 in der 2. Handball-Bundesliga. Das erste Spiel in der zweiten Liga am 8. September 2018 beim BSV Sachsen Zwickau endete mit einer 28:33-Auswärtsniederlage.